# Пођо ди Борго Капане (Болоња)
Пођо ди Борго Капане (итал. Poggio di Borgo Capanne) је насеље у Италији у округу Болоња, региону Емилија-Ромања.
Према процени из 2011. у насељу је живело 57 становника. Насеље се налази на надморској висини од 621 м.